# Velifaru
Velifaru est une petite île inhabitée des Maldives. Elle voisine la seule autre île de l'atoll, Gaafaru.

## Géographie
Velifaru est située dans le centre des Maldives, dans le Sud-Est de l'atoll Gaafaru, dans la subdivision de Kaafu. 